# Municipio de Willow Fork
El municipio de Willow Fork (en inglés: Willow Fork Township) es un municipio ubicado en el condado de Moniteau en el estado estadounidense de Misuri. En el año 2010 tenía una población de 3856 habitantes y una densidad poblacional de 29,06 personas por km².

## Geografía
El municipio de Willow Fork se encuentra ubicado en las coordenadas 38°37′3″N 92°46′42″O / 38.61750, -92.77833. Según la Oficina del Censo de los Estados Unidos, el municipio tiene una superficie total de 132.69 km², de la cual 132.25 km² corresponden a tierra firme y (0.33%) 0.44 km² es agua.

## Demografía
Según el censo de 2010, había 3856 personas residiendo en el municipio de Willow Fork. La densidad de población era de 29,06 hab./km². De los 3856 habitantes, el municipio de Willow Fork estaba compuesto por el 84.57% blancos, el 13.59% eran afroamericanos, el 0.39% eran amerindios, el 0.41% eran asiáticos, el 0.05% eran isleños del Pacífico, el 0.18% eran de otras razas y el 0.8% pertenecían a dos o más razas. Del total de la población el 1.17% eran hispanos o latinos de cualquier raza.